# رئیس بنیاد شهید و امور ایثارگران
رئیس بنیاد شهید و امور ایثارگران مقامی در هیئت وزیران است که به عنوان معاون رئیس‌جمهور ایران ریاست بنیاد شهید و امور ایثارگران را بر عهده دارد.

## فهرست
| ر.  | نام     | نام                         | نگاره     | آغاز تصدی        | پایان تصدی     | دولت           | رئیس‌جمهور | م.    |
| --- | ------- | --------------------------- | --------- | ---------------- | -------------- | -------------- | --------- | ----- |
| ۱   |         | حسین دهقان                  |           | ۱۹ اردیبهشت ۱۳۸۳ | ۳۱ تیر ۱۳۸۸    | هشتم           | خاتمی     |       |
| ۱   | نهم     | حسین دهقان                  | احمدی‌نژاد | ۱۹ اردیبهشت ۱۳۸۳ | ۳۱ تیر ۱۳۸۸    |                |           |       |
| ۲   |         | مسعود زریبافان              | احمدی‌نژاد |                  | ۳۱ تیر ۱۳۸۸    | ۱۳ شهریور ۱۳۹۲ | دهم       | [ ۲ ] |
| ۳   |         | سید محمدعلی شهیدی محلاتی    |           | ۱۳ شهریور ۱۳۹۲   | ۱۳۹۹           | یازدهم         | روحانی    |       |
| ۳   | دوازدهم | سید محمدعلی شهیدی محلاتی    |           | ۱۳ شهریور ۱۳۹۲   | ۱۳۹۹           |                | روحانی    |       |
| ۴   |         | سعید اوحدی                  |           | ۱۳۹۹             | ۲۱ شهریور ۱۴۰۰ |                | روحانی    |       |
| ۵   |         | سید امیرحسین قاضی‌زاده هاشمی |           | ۲۱ شهریور ۱۴۰۰   | ۲۰ مرداد ۱۴۰۳  | سیزدهم         | رئیسی     |       |
| (۴) |         | سعید اوحدی                  |           | ۲۰ مرداد ۱۴۰۳    | متصدی          | چهاردهم        | پزشکیان   |       |